# Kam du Nord
Cet article concerne la langue kam. Pour le peuple kam, voir Dong (ethnie).
Le kam du nord ou dong du Nord est une langue tai-kadai, de la branche kam-sui, parlée par les Dong, dans le Xian autonome sui de Sandu et quelques autres xian de la province du Guizhou en République populaire de Chine.